# Aix (fugleslægt)
 For alternative betydninger, se Aix. (Se også artikler, som begynder med Aix)
Aix er en slægt af fugle i familien af egentlige andefugle med to arter, der er udbredt i henholdsvis Nordamerika og Eurasien.

## Arter
De to arter i slægten:
- Brudeand (Aix sponsa)
- Mandarinand (Aix galericulata)